# Ordre des Deux Nils
L'ordre des Deux Nils ( arabe : وسام النيلين (Wisām an-Nīlayni)     ) est une décoration d'État du Soudan instaurée le 16 novembre 1961 sous le gouvernement militaire d'Ibrahim Abboud. L'« ordre des Deux Nils » , Nil Blanc et Nil Bleu - est la deuxième plus haute distinction du Soudan après l'ordre de la République. L'ordre est attribué aux Soudanais et aux étrangers, civils et militaires, qui ont rendu des services à l'Etat L'ordre comporte cinq classes,.

## Classes
| Nom                       | Image | Remarques                                                                         |
| ------------------------- | ----- | --------------------------------------------------------------------------------- |
| Classe I, Grand Cordon    |       | Décernée au chef de l'État et aux ambassadeurs au Soudan à la fin de leur mandat. |
| Classe II, Grand Officier |       | Donné aux ministres et aux généraux.                                              |
| Classe III, Commandant    |       | Décerné aux colonels, lieutenants-colonels et civils de rang similaire.           |
| Classe IV, Officier       |       | Décerné aux majors et aux capitaines et civils de rang similaire.                 |
| Classe V, Chevalier       |       | Décerné aux lieutenants et au-dessous et aux civils de rang similaire.            |

## Insigne
L'étoile d'or a dix branches , la ceinture et l'insigne constituent la décoration de première classe. L'étoile se compose de quatre couches  (dimension : 102 mm ; poids  (8 1⁄2 oz ). Un médaillon blanc de 40 mm trône au milieu avec l'inscription en bleu foncé : « El Nilein arabe : النيلين »  , ou « Les Deux Nils » en calligraphie arabe. Le médaillon en or est attaché au ruban au moyen d'un élément en forme de pendentif rhinocéros (bélière au rhinocéros) . Le rhinocéros est l'emblème de la république du Soudan jusqu'à ce qu'il devienne la république démocratique du Soudan. En 1985, l'emblème change  en messager sagittaire . Le ruban est moiré bleu  avec deux bandes blanches de 5 mm vers chaque bord et mesure 51 mm de large. L'insigne est comporte le même motif mais en plus petit, mesurant 58 mm de diamètre.
La classe II se compose de l'étoile et d'un insigne de cou, la classe III se compose d'un insigne de cou et les classes IV et V se composent d'insignes de poitrine . L'insigne est fabriqué par Garrard & Co (Londres, Angleterre), Eng Leong Medallic Industries et Bichay (Le Caire, Égypte)
Parmi le récipiendaires « grand cordon » figurent Jacques Diouf, diplomate et homme politique sénégalais, directeur général de l’Organisation des Nations unies pour l’alimentation et l’agriculture (FAO) de 1994 à fin 2011 et Amr Moussa (en arabe : عمرو موسى), homme politique et diplomate égyptien, ministre des Affaires étrangères de 1991 à 2001, secrétaire général de la Ligue arabe de 2001 à 2011.

## Récipiendaires notables

### Classe I: Grand Cordon
- 1979 : Ahmed Mohamed El Hassan [9],[10].
- 1988 : Akef El-Maghraby [11]
- 1999 : Abdul Rahman Al-Sumait [12]
- 2000 : Jacques Diouf [13]
- 2001 : Amr Moussa [14],[15],[16]
- 2002 : Stefan Jakobielski [17].
- 2009 : Essa Abdulla Al Basha Al Noaimi [18].
- 2015 : Hassan Ahmed Al Shehhi [19]
- Fonds OPEP pour le développement international 2015 [20]
- 2016 : Ghaith bin Moubarak Al-Kuwari [21].
- 2016 : Taleb Rifaï [22].
- 2016 : Mohammed Matar Salem Al Kaabi [23].
- 2016 : Abdalrhaman Salih El-Benian [24]
- 2017 Ghanem bin Shaheen Al-Ghanim [25]
- 2017 : Tareq bin Mosa la Zedjali [26].
- 2018 : Marta Ruedas [27],[28].
- 2018 : Oussama Chaltout [29],[30].
- 2018 : José Graziano da Silva [31].
- 2020 : Mian Dutt [32].
- 2021 : Al-Hussein Ould Sidi Abdallah [33].
- 2021 : Emmanuel Platman [34].
- 2021 : Ahmed Ali Bri [35].
- 2021 : Ravdendra Prasad Jaswal [36].
- 2022 : Alberto Ucelay [37].
- 2022 : Abdul-Rahman bin Ali Al-Kubaisi [38],[39].
- 2022 : İrfan Neziroğlu (tr) [40],[41].
- 2022 : Hossam Issa [42].
- 2022 : Bassam Al-Qabandi [43],[44].
- 2022 : Ma Xinmin [45].
- 2022 : Patricia Maria Oliveira [46].
- 2023 : Vladimir Zheltov (ru) [47],[48].
- 2023 : Lee Sang-Jeong [49],[50].
- Jean-Bedel Bokassa [51].
- Saleh Abdallah Kamel [52].
- Koča Popović [53].
- Norman Jackson [54].
- Adel Abdalaziz Al-Rshoud [55].

### Classe II: grand officier
- 1985 : Bob Geldof [56].
- 2002 : Lech Krzyżaniak (pl) [57],[58].
- 2004 : Ahmed H. Zewail [59] qui a également reçu l'ordre égyptien du Nil en 1999 [60]
- 2006 : William Y.Adams [61].
- 2012 : Sabah Al-Khalid Al-Sabah [62],[63]
- 2019 : Ibrahim Osman El-Amir [64]
- 2023 : David Beasley [65],[66],[67].

### Classe III: commandant
- 1972 : Abdallah Grosh [68]
- Arthur Young [69].
- Jamal al-Faisal [70]
- Kamil Idris [71].

### Classe inconnue
- 1965 : Anthony Derrick Parsons [72].
- 1972 : Burgess Carr [73].
- 1973 : Thomas Jamieson [74]
- 1974 : Faisal bin Sultan Al Qassimi [75]
- 1980 : James Rodgers Allen [76].
- 1984 : Clive Kelday Smith [77].
- 1988 : Ahmad Fathi Sorour [78].
- 1989 : Mohamed Hamad Satti [79].
- 1990 : Mohammed Saleh Abdul-Wahab [80].
- 2001 : Hosni El-Lakany [81].
- 2001 : Salim Ahmed Salim
- 2004 : Peter Lewis Shinnie [82].
- 2004 : Agathon Ergon  [83].
- 2005 : Sepp Blatter [84].
- 2005 : Abdulaziz bin Ahmed Al Saud [85],[86].
- 2007 : Raymond Stewart [87].
- 2009 : Rodolphe Adada
- 2016 : Bashir Hassan Bashir [88].
- 2017 : Samora Yunis [89].
- 2017 : Abdillahi Omar Bouh [90].
- 2017 : Mohamed Al-Khodher [91].
- 2018 : Rashid Abdullah Al Nuaimi [92].
- Abdel Halim Muhammad [93].
- Pape Chenouda III d'Alexandrie
- Sarabamon [94].